# Норден (тауншип, Миннесота)
Норден (англ. Norden) — тауншип в округе Пеннингтон, Миннесота, США. На 2000 год его население составило 385 человек.

## География
По данным Бюро переписи населения США площадь тауншипа составляет 71,5 км², из которых 71,5 км² занимает суша, водоёмов нет.

## Демография
По данным переписи населения 2000 года здесь находились 385 человек, 135 домохозяйств и 108 семей.  Плотность населения —  5,4 чел./км².  На территории тауншипа расположено 144 постройки со средней плотностью 2,0 построек на один квадратный километр. Расовый состав населения: 98,44 % белых, 0,26 % афроамериканцев, 0,78 % коренных американцев и 0,52 % приходится на две или более других рас. Испанцы или латиноамериканцы любой расы составляли 0,26 % от популяции тауншипа.
Из 135 домохозяйств в 40,7 % воспитывались дети до 18 лет, в 68,9 % проживали супружеские пары, в 5,2 % проживали незамужние женщины и в 20,0 % домохозяйств проживали несемейные люди. 17,8 % домохозяйств состояли из одного человека, при том 8,9 % из — одиноких пожилых людей старше 65 лет. Средний размер домохозяйства — 2,85, а семьи — 3,23 человека.
29,6 % населения — младше 18 лет, 7,0 % — в возрасте от 18 до 24 лет, 28,1 % — от 25 до 44, 26,8 % — от 45 до 64, и 8,6 % — старше 65 лет. Средний возраст — 38 лет. На каждые 100 женщин приходилось 110,4 мужчин.  На каждые 100 женщин старше 18 приходилось 115,1 мужчин.
Средний годовой доход домохозяйства составлял 50 500 долларов, а средний годовой доход семьи —  55 938 долларов. Средний доход мужчин —  35 521  доллар, в то время как у женщин — 21 125. Доход на душу населения составил 17 951 доллар. За чертой бедности находились 6,9 % семей и 7,4 % всего населения тауншипа, из которых 12,5 % младше 18 и 5,9 % старше 65 лет.